# Puszka (liturgia)

Puszka z Utrecht, XVIII w.

Puszka (łac. pyxis, z gr.) lub cyborium (od łac. ciborium) – w liturgii chrześcijańskiej naczynie na konsekrowane komunikanty.
Może mieć formę kielicha z wieczkiem, wówczas służy do przechowywania komunikantów i rozdzielania Komunii innym uczestnikom mszy. Puszka w takiej formie nazywana jest „cyborium” (l.mn. „cyboria”, z łac.).
Puszka może być także niewielkim naczyniem, w którym przenosi się kilka komunikantów (np. do chorych). Taka nazywana jest „pyksis” (od łac. pyxis).
Współczesne katolickie przepisy liturgiczne wymagają, by puszki wykonane były z trwałych i niekorodujących metali szlachetnych i by przynajmniej w swym wnętrzu były pozłacane. Dopuszczalne jest jednak stosowanie innych materiałów, które, w zależności od lokalnych obyczajów, uznawane są za trwałe i szlachetne (np. kość słoniowa).
Puszka, obok monstrancji, jest właściwym naczyniem przeznaczonym do adoracji Najświętszego Sakramentu.

## Galeria

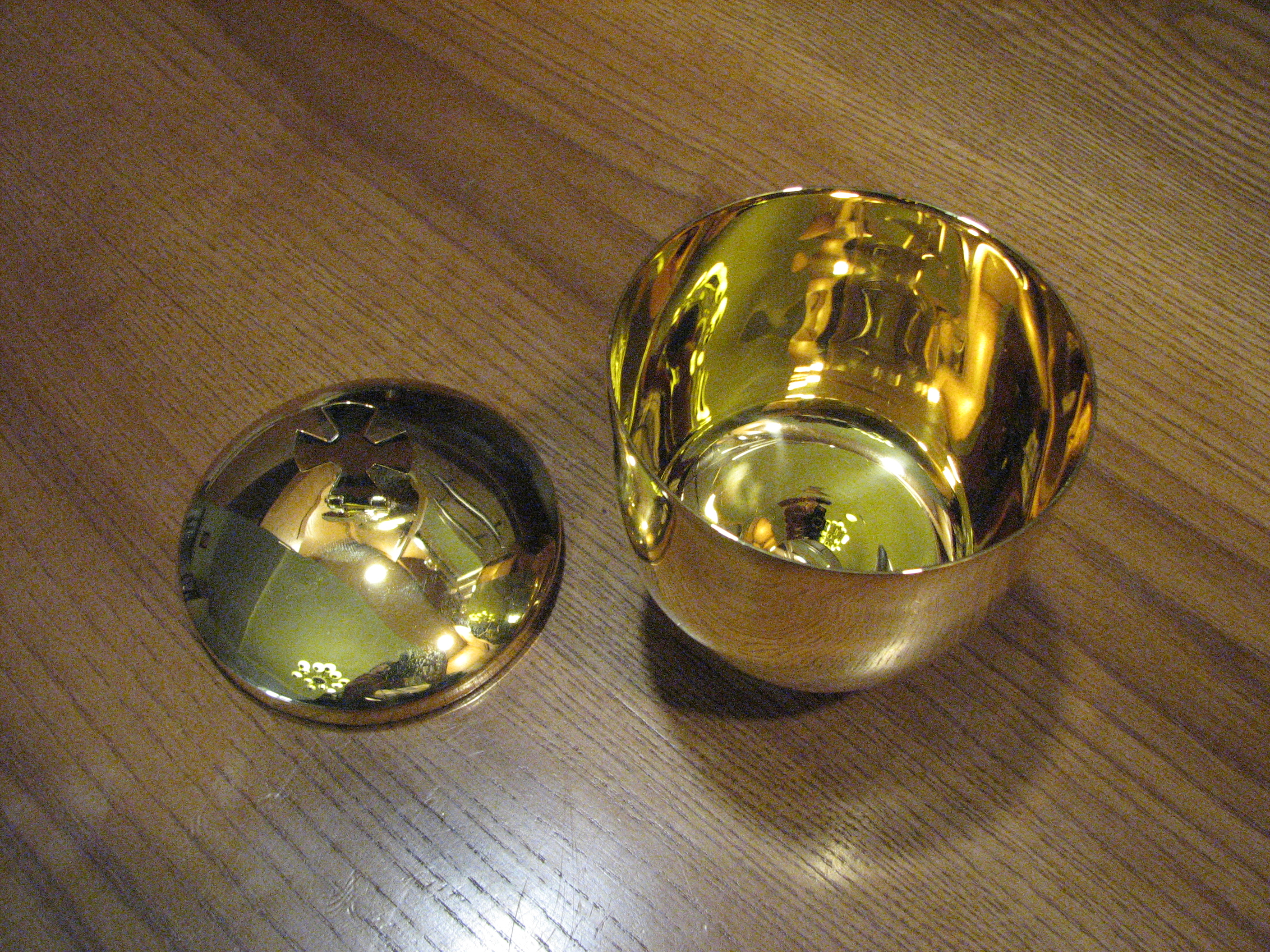
Cieszyn 2015
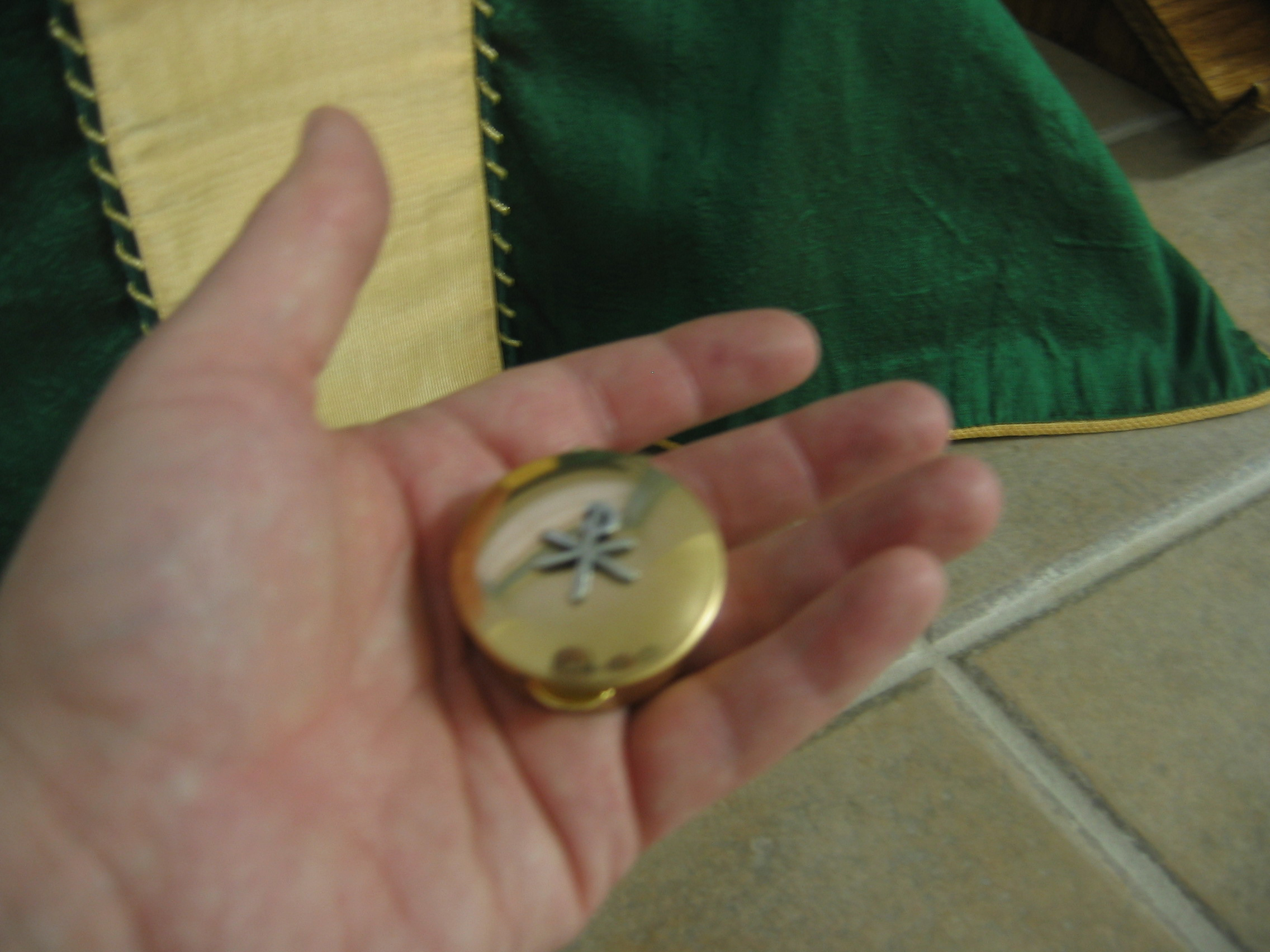
Małe cyborium z bursy, XX w.
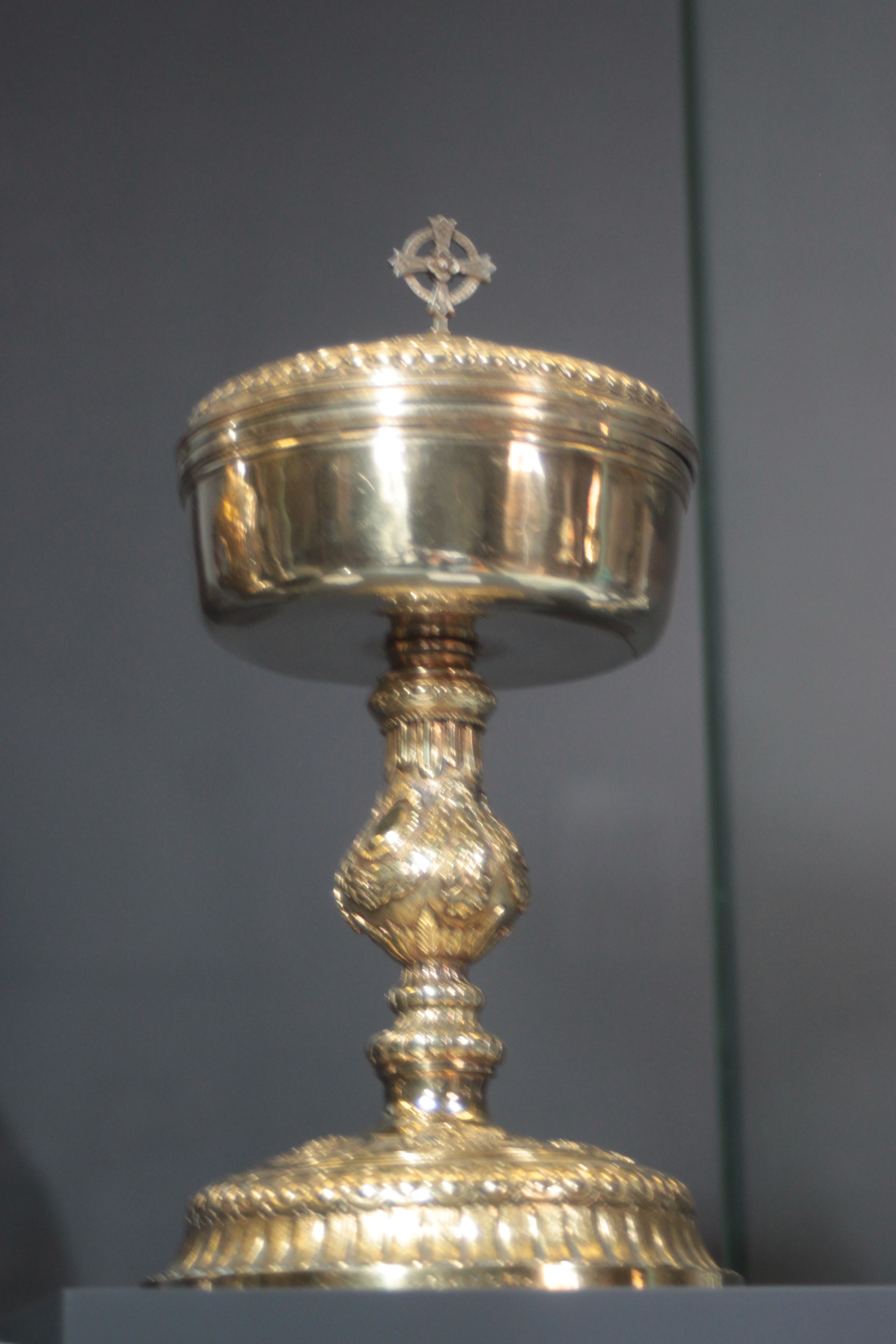
Morbihan, XVIII w.
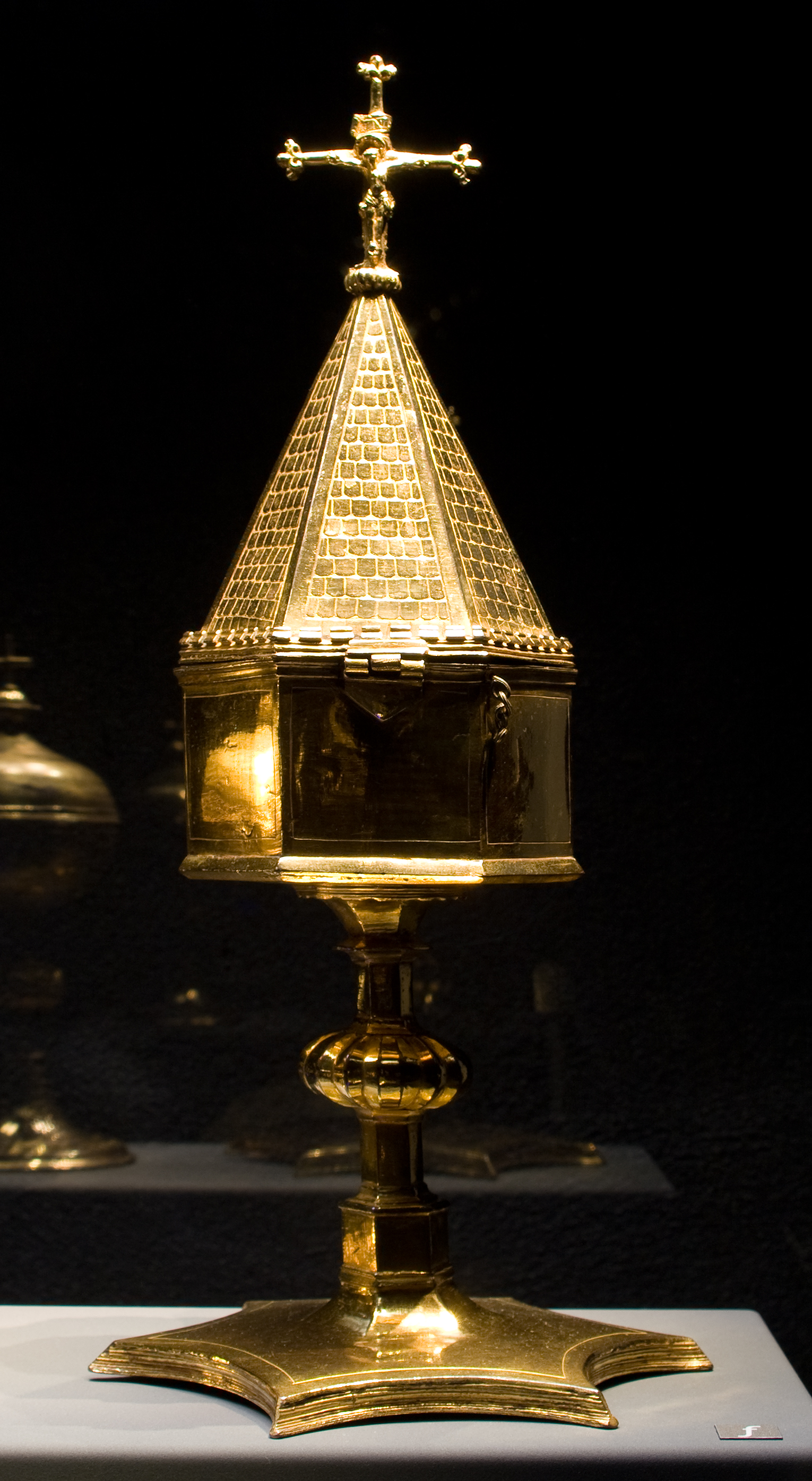
Utrecht, XIV w.
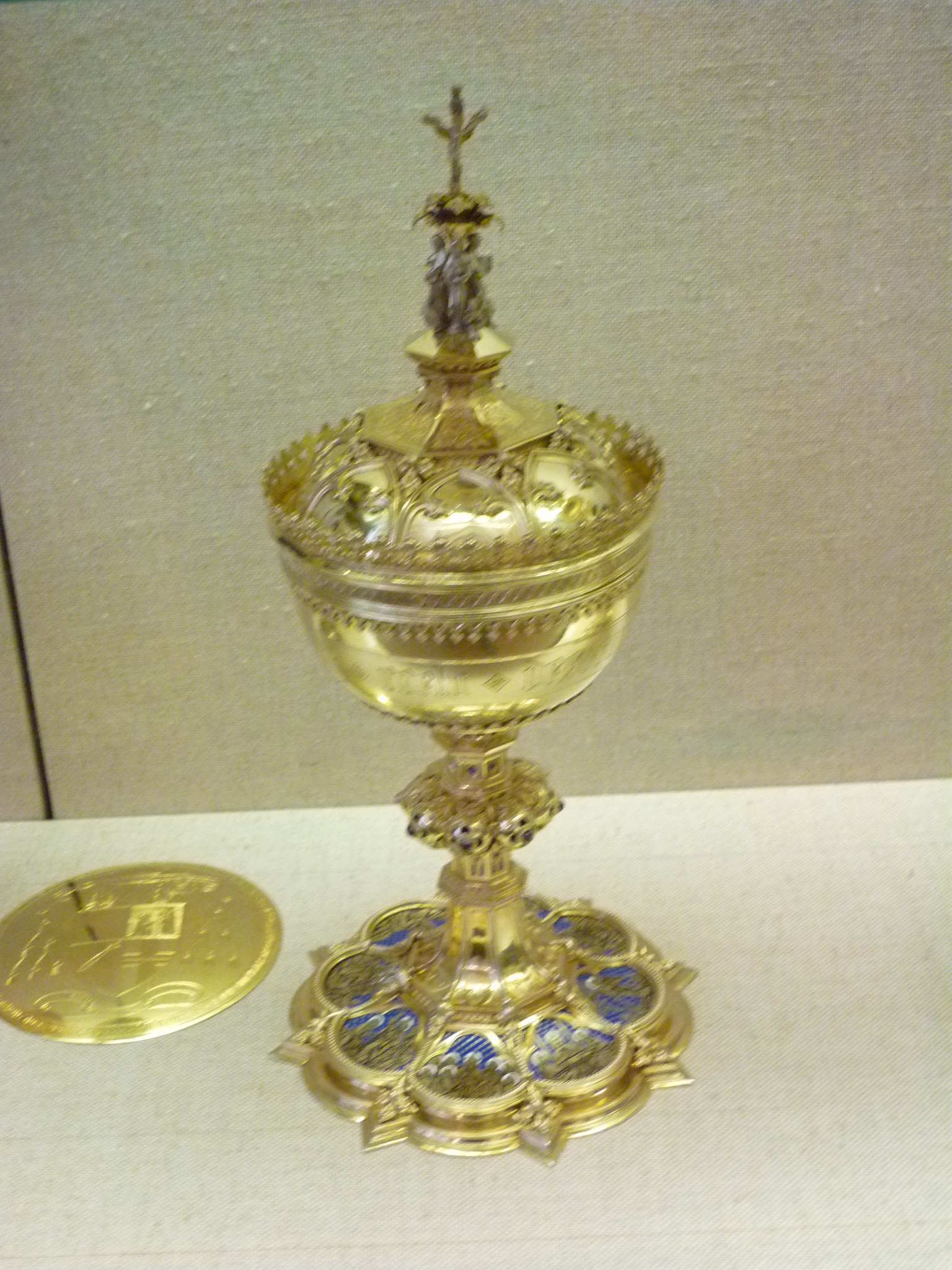
Trier
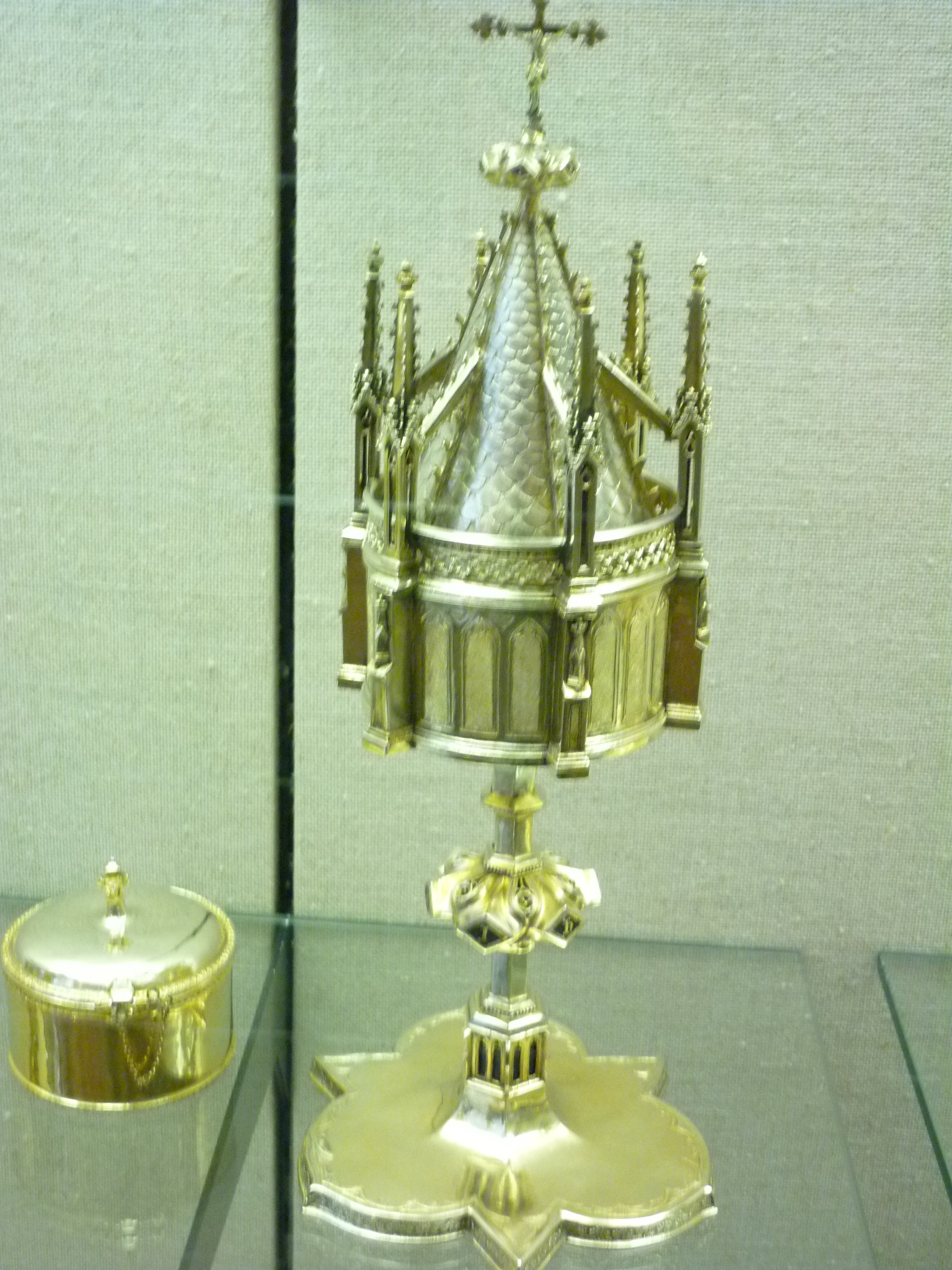
Trier
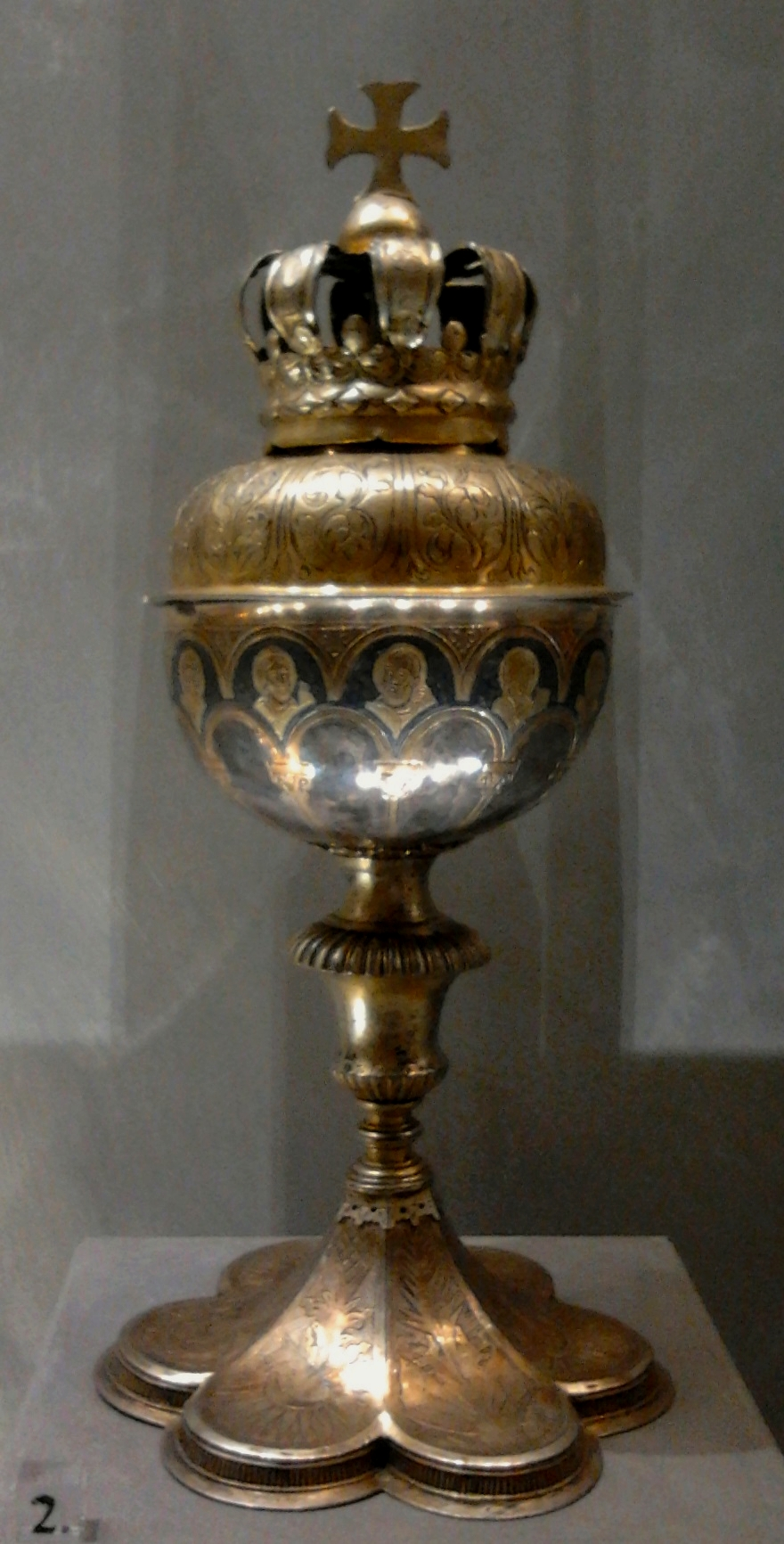
Cyborium czerwińskie, Płock
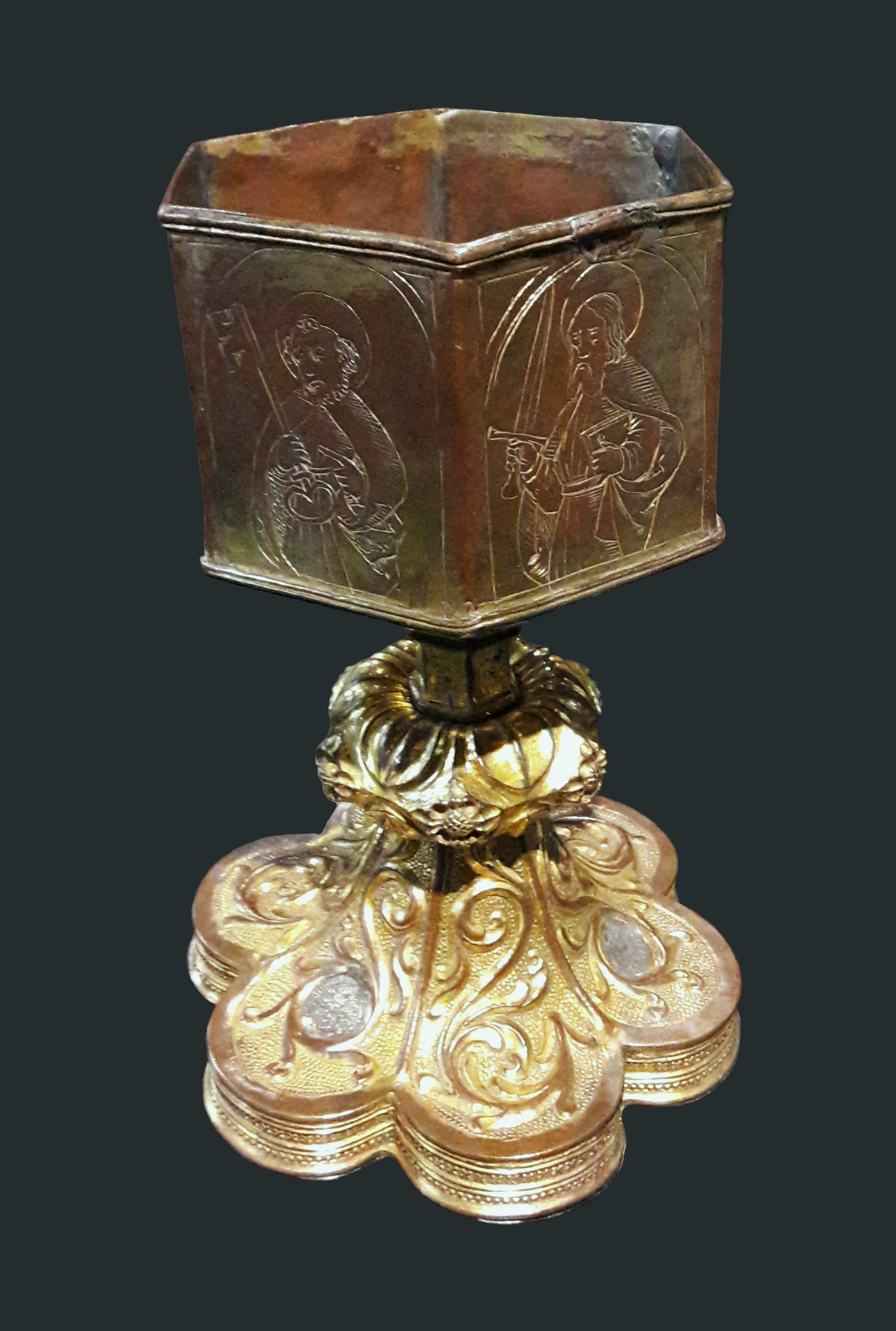
Warszawa, XVI w.
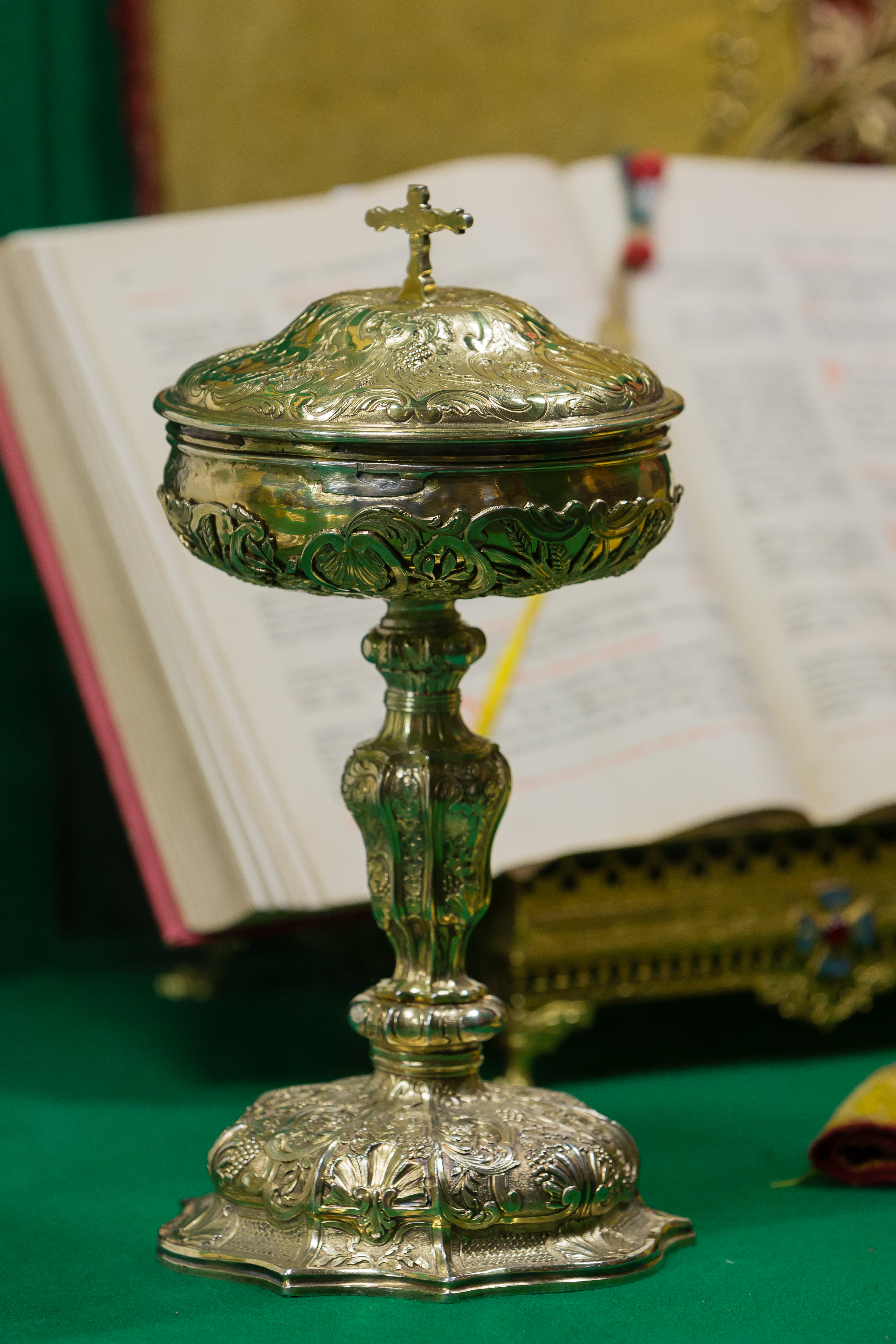
Sizun
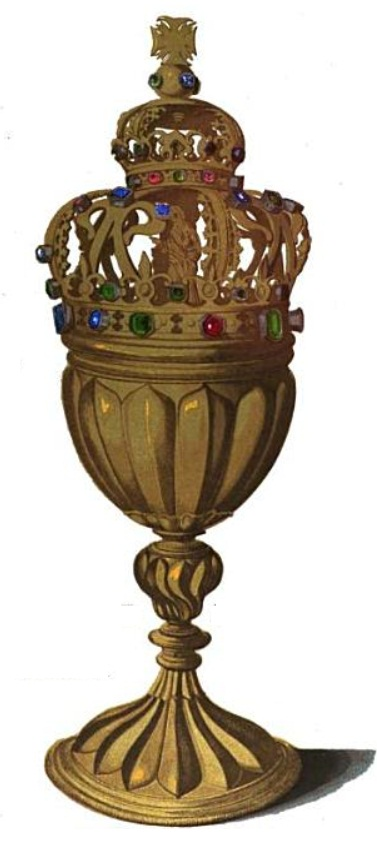
Cyborium wykonane przez Zygmunta III Wazę
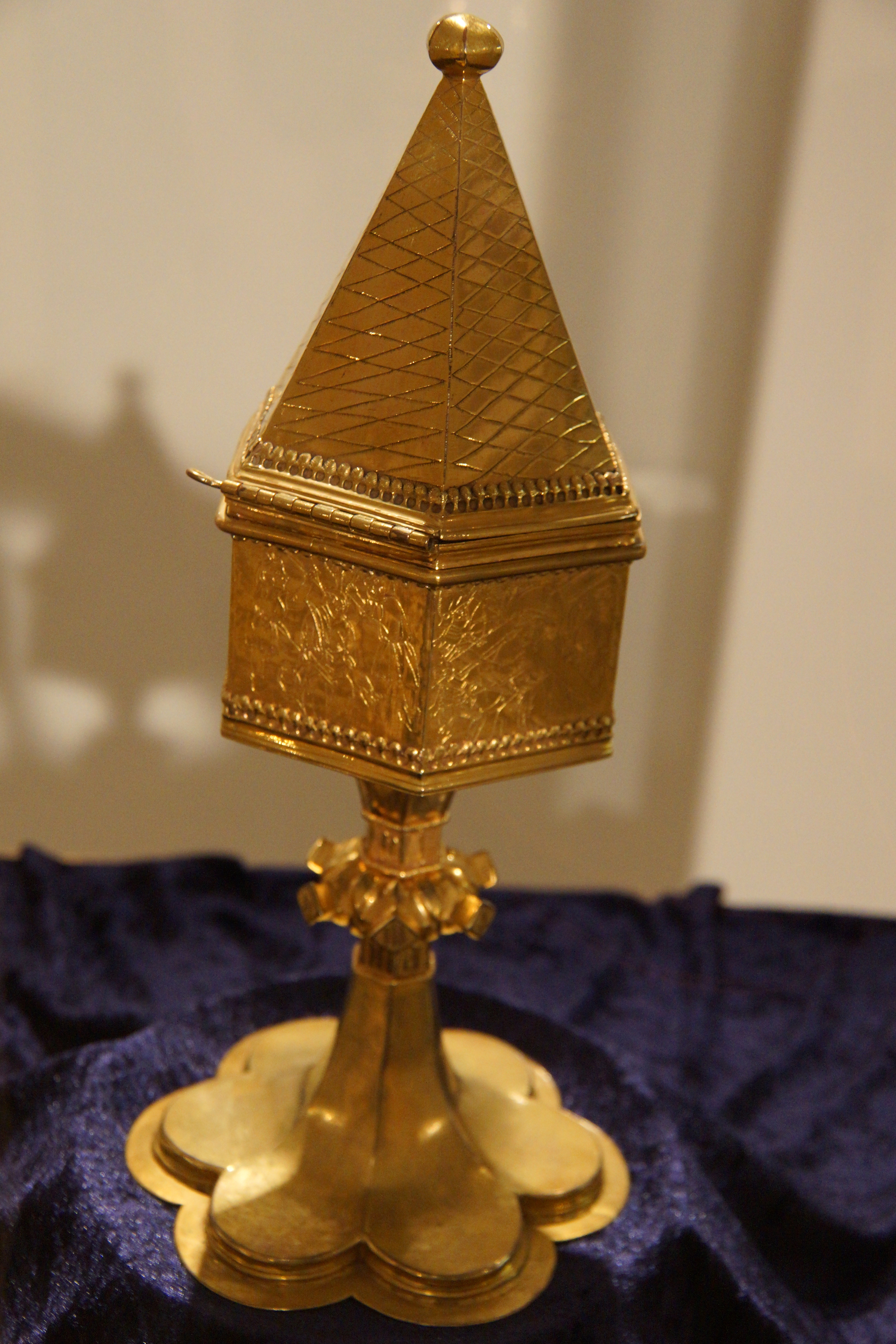
Neumarkt
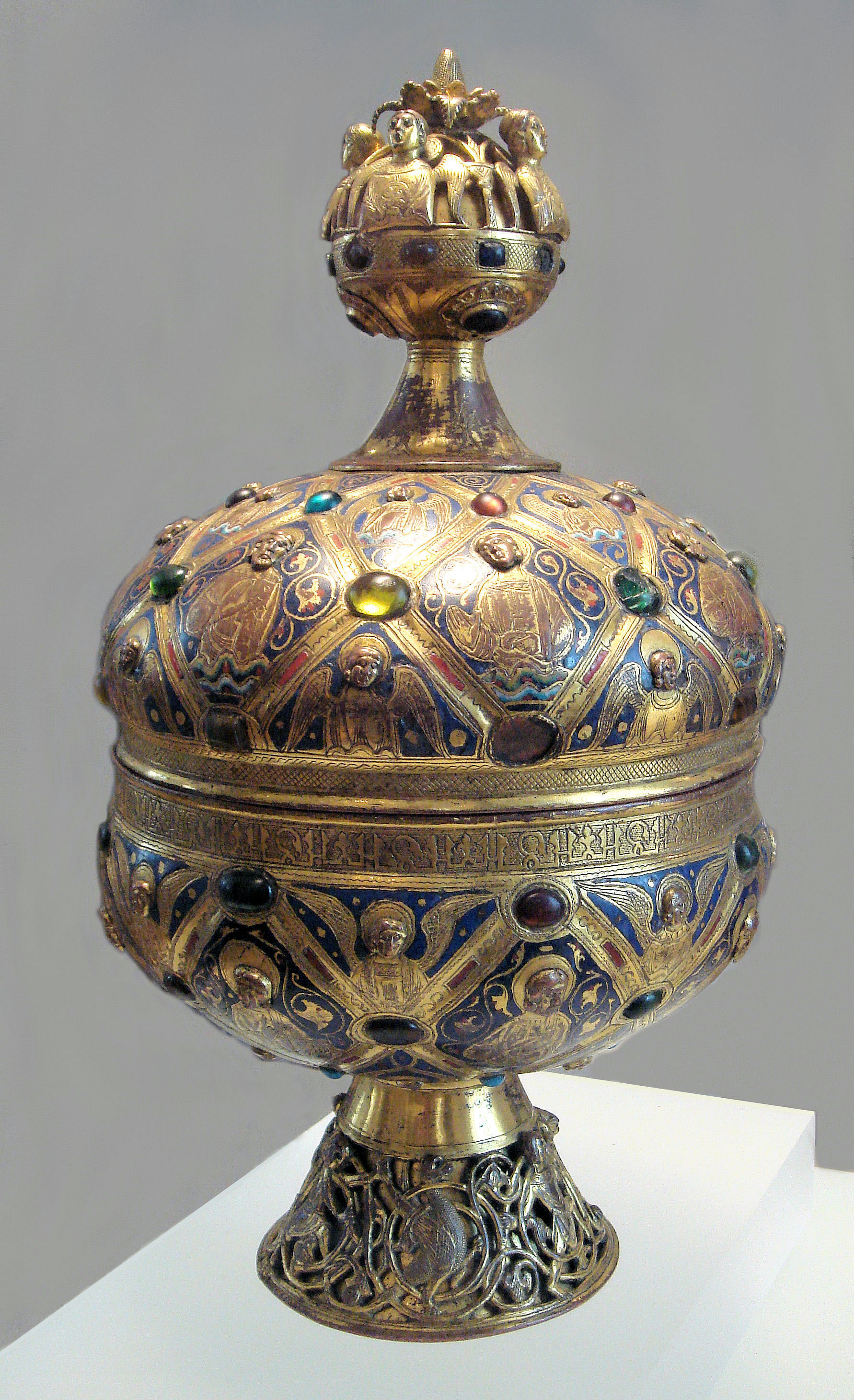
Limoges, XIII w.
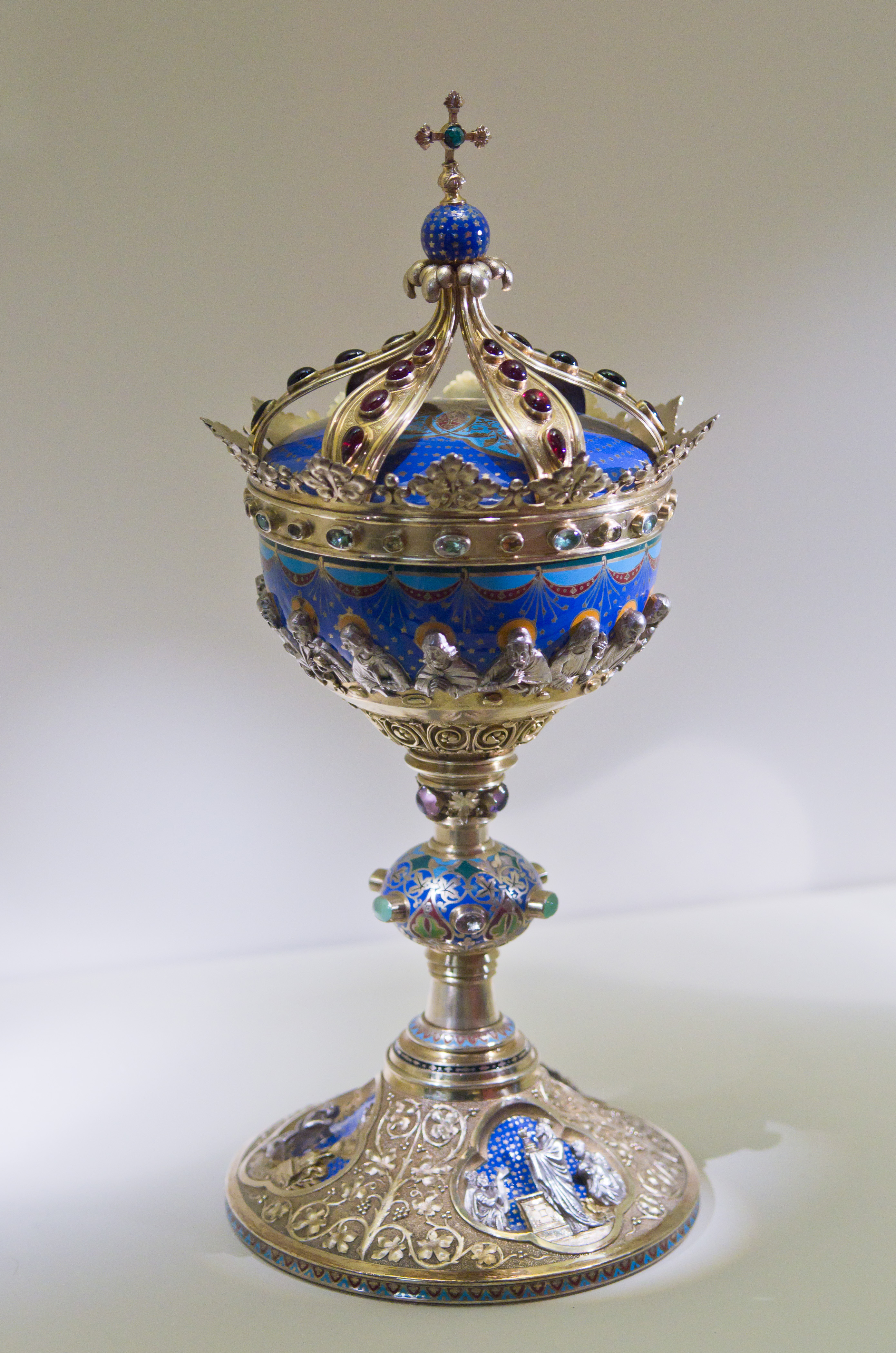
Paryż, XX w.